# Caribisis simplex
Caribisis simplex is een zachte koraalsoort uit de familie Isididae. De koraalsoort komt uit het geslacht Caribisis. Caribisis simplex werd in 1987 voor het eerst wetenschappelijk beschreven door Bayer & Stefani. 